# Archanara lutea
Archanara lutea là một loài bướm đêm trong họ Noctuidae.